# Олтишору (Олт)
Олтишору (рум. Oltișoru) насеље је у Румунији у округу Олт у општини Гањаса. Oпштина се налази на надморској висини од 122 m.

## Становништво
Према подацима из 2002. године у насељу је живело 386 становника, од којих су сви румунске националности.